# Handschrift 358
Handschrift 358 is een 15e-eeuws manuscript bestaande uit diverse religieuze teksten, grotendeels van Bonaventura en Hieronymus.  Het begint met de "Radius contemplativae meditationis" (een beschouwende meditatie). Dit zijn: 
Gebeden op het begin van het Compendium theologiae en de twee eerste delen van het Breviloquium van Bonaventura; en: Excerpten uit de werken van Hieronymus, Bonaventura, Gerard Zerbolt van Zutphen , Pseudo-Dionysius Areopagita en Augustinus etc. 
Het is afkomstig uit de kartuizerabdij Nieuwlicht. 
Tegenwoordig wordt Hs. 358 bewaard in de Universiteitsbibliotheek Utrecht. Het is te citeren als: Universiteitsbibliotheek Utrecht Hs. 358 (Hs 4 H 5).

## Omschrijving
Het manuscript telt 154 bladen (folia) van 21,3 × 14,5 cm geschreven op perkament. De tekst is geschreven in het Latijn in één kolom. Het handschrift is door één kopiist in een gotisch littera hybrida schrift geschreven. 
Kleine strookjes perkament (klavieren), die aan de lange snedekant uitsteken worden de verschillende delen van het boek aangegeven. Twee van de drie pentekeningen worden ook gemarkeerd met een klavier.
De nog originele boekband bestaat uit een houten omslag, bekleed met kalfsleer en bestempeld. Door deze bestempeling kan men herkennen dat deze in het klooster zelf werd gebonden.  Het figuur dat diverse keren op de band staat is een cirkel met een zes puntige ster, omringd door vier kleinere sterren.  Deze stempels kwamen voor tussen de jaren 1462 en 1510.  Ook zitten er overblijfselen van twee sluitingen op de band.

## Decoratie

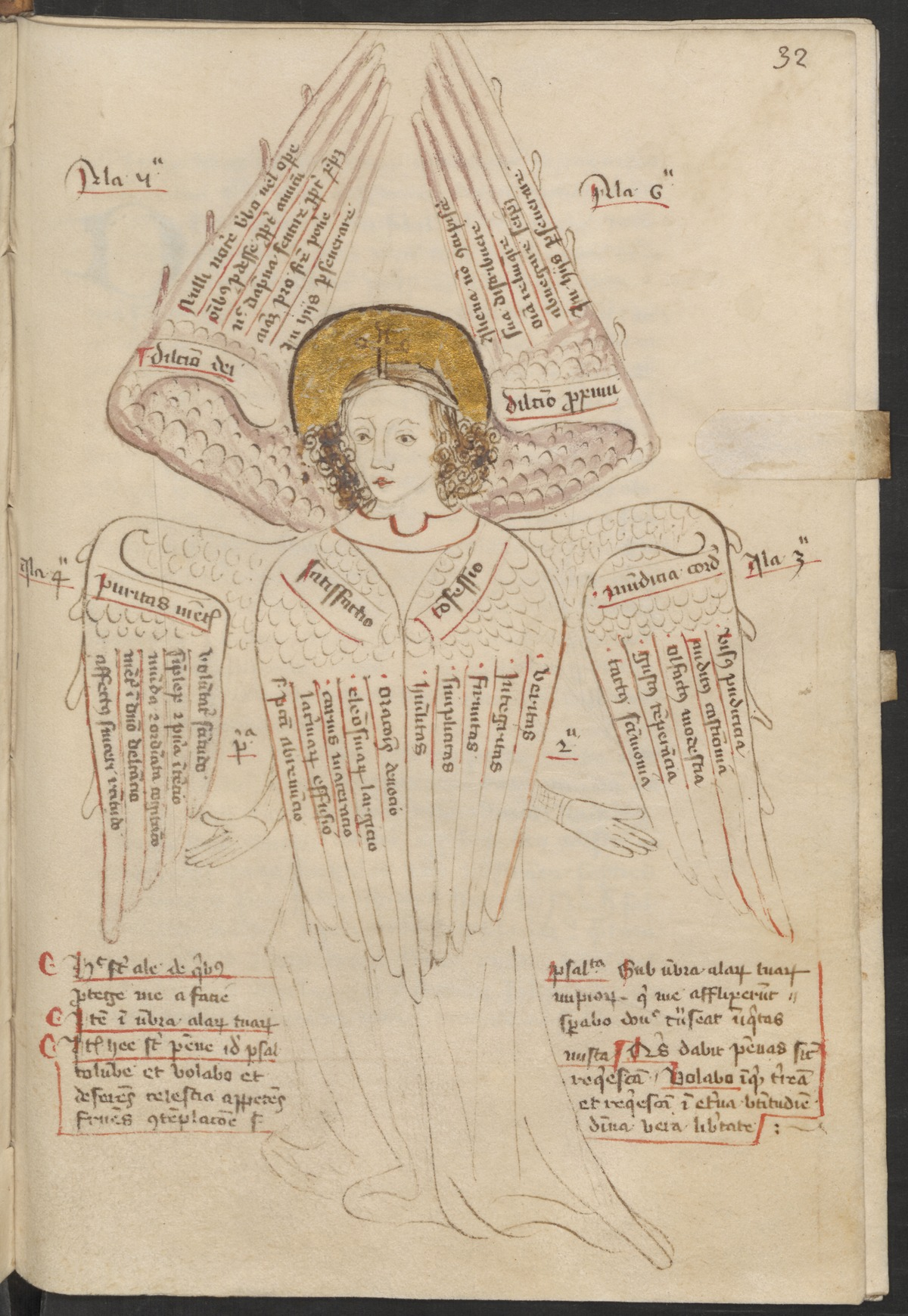
Moraliserende Seraf

De hoofdletters in het handschrift zelf zijn vaak geschreven met rode inkt. Grote initialen zijn vaak geschreven met blauwe of rode inkt en versierd met penwerk in zwart, blauw of rood.
Het handschrift bevat drie bladgrote pentekeningen die eruitzien als onafgemaakte schetsen.  De afbeeldingen zijn met pen en inkt gemaakt en enkele delen zijn met bruine aquarel ingekleurd.
De eerste tekening (folio 28v) is een kartuiser monnik die knielt voor een engel. Diens vleugels hebben de Latijnse namen ‘spes’ (hoop) en ‘timor’ (angst).
De tweede tekening (folio 31v) is een Moralisacio seraph (moraliserende serafijn). De zes vleugels zijn beschreven met deugden. Deze moraliserende seraf is waarschijnlijk overgenomen uit Hs. 252 (folio 43v).  
De derde tekening (folio 52v) is de hemelvaart van Elia. Elia zit in een houten wagen, getrokken door twee paarden en gemend door een engel. Elia zijn mantel aan de geknielde Elisa die de volgende profeet zal worden. Rechts bovenin kijkt God de Vader toe. De tekening is beschreven met rode woorden die uitleg geven bij de diverse onderdelen van de miniatuur. 
De pentekeningen zijn bruin gekleurd. Alleen bij de laatste twee tekeningen is goudverf gebruikt voor de lichtkransen.

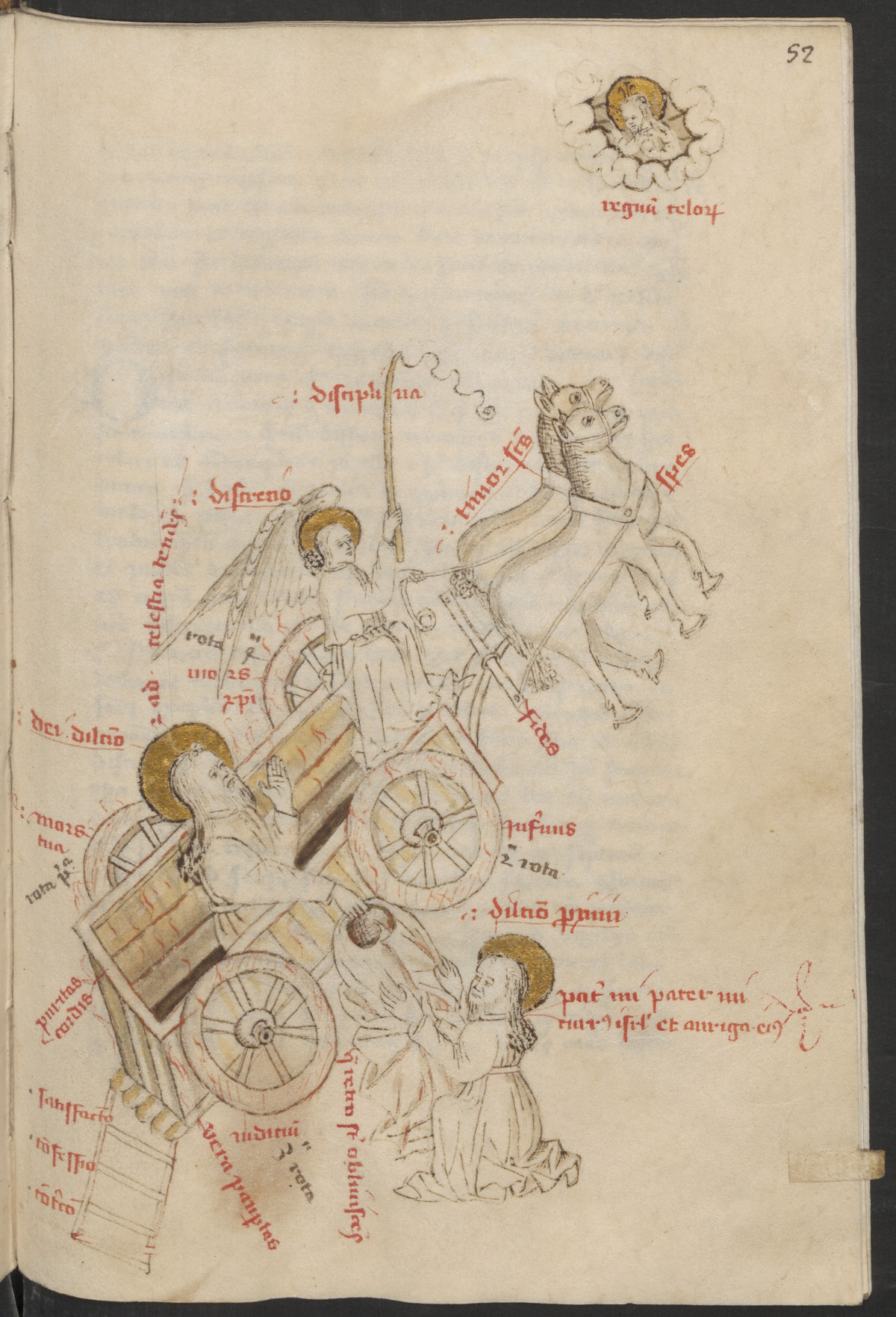
De hemelvaart van Elia

## Inhoud
Hs. 358 begint met het Radius contemplativae meditationis van Bonaventura. Dit zijn diverse gebeden op het begin van het Conpendium theologiae.  Daarna komt een compilatie uit werken van Hieronimus, gevolgd door gebeden voor iedere dag van de week. 
Na de werken van deze twee theologen volgen diverse theologische teksten van andere kerkelijke leiders. Het incipit parvum excerptum is een nog onuitgegeven werk van de Duitse Benedictijnermonnik Johannes von Kastl. Een ander werk van hem dat wel is uitgegeven is ook in dit handschrift terug te vinden.
Al deze teksten hebben te maken met ascese; de zoektocht naar beheersing of onderdrukking van natuurlijke verlangens om tot een vorm van reinheid te komen. Maar ook met het mystieke, het hartstochtelijk streven naar een persoonlijke vereniging van de ziel met God.